# Radka Vodičková
Radka Vodičková (Jablonec nad Nisou, 7 de novembro de 1984) é uma triatleta profissional francesa.

## Carreira

### Londres 2012
Radka Vodičková disputou os Jogos de Londres 2012, terminando em 20º lugar com o tempo de 2:02:34. 